# Commanderie de Soultz-Haut-Rhin
La commanderie de Soultz-Haut-Rhin est une commanderie hospitalière et un monument historique situé à Soultz-Haut-Rhin dans le département français du Haut-Rhin.

## Localisation
Ce bâtiment est situé au 12, rue Jean-Jaurès à Soultz-Haut-Rhin.

## Historique
L'édifice fait l'objet d'une inscription sur l'inventaire supplémentaire des monuments historiques par arrêté du 29 décembre 1983 pour les façades et les toitures du corps de logis, la chapelle, le sol avec les vestiges de l'église,.

## Architecture

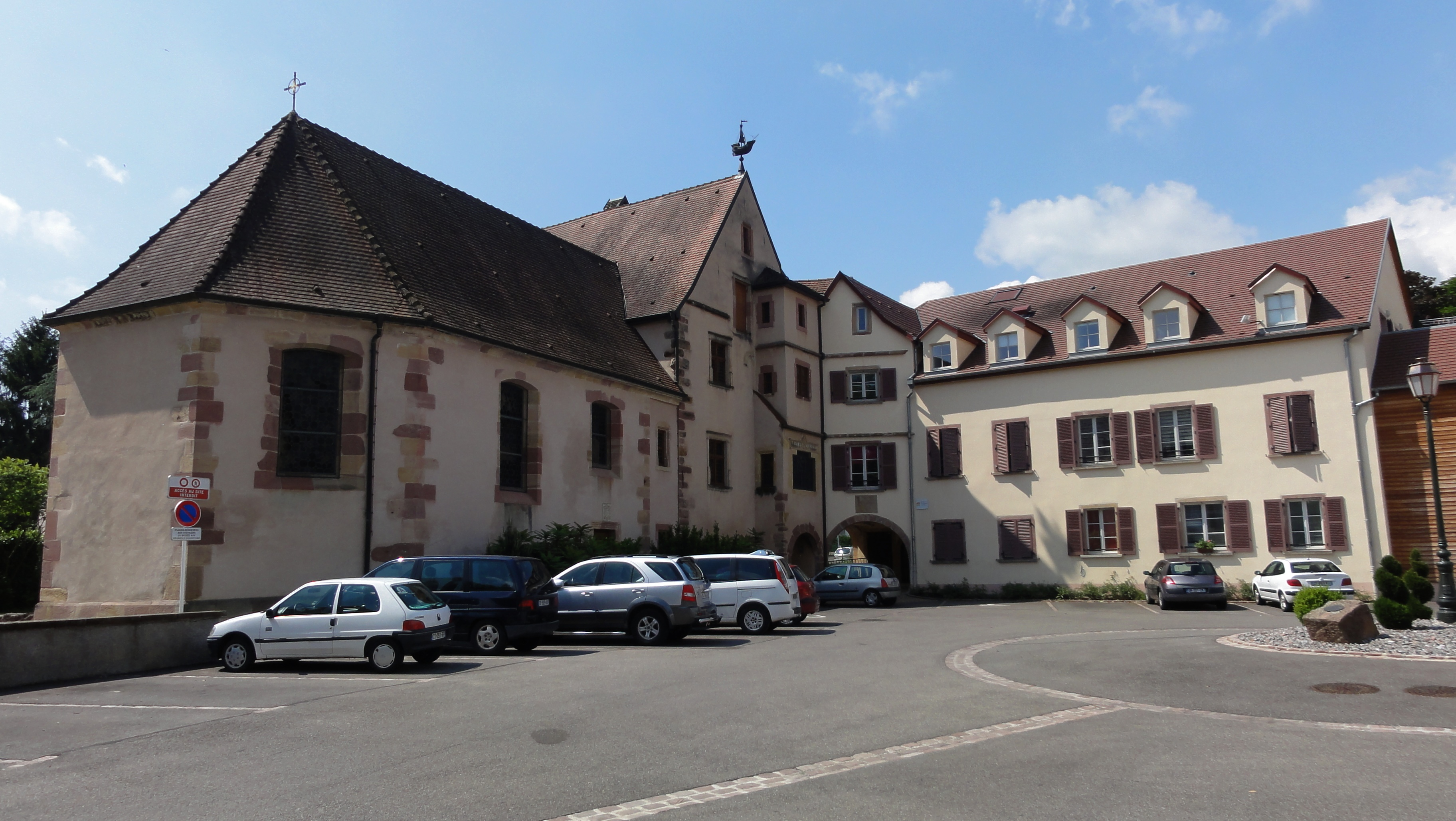
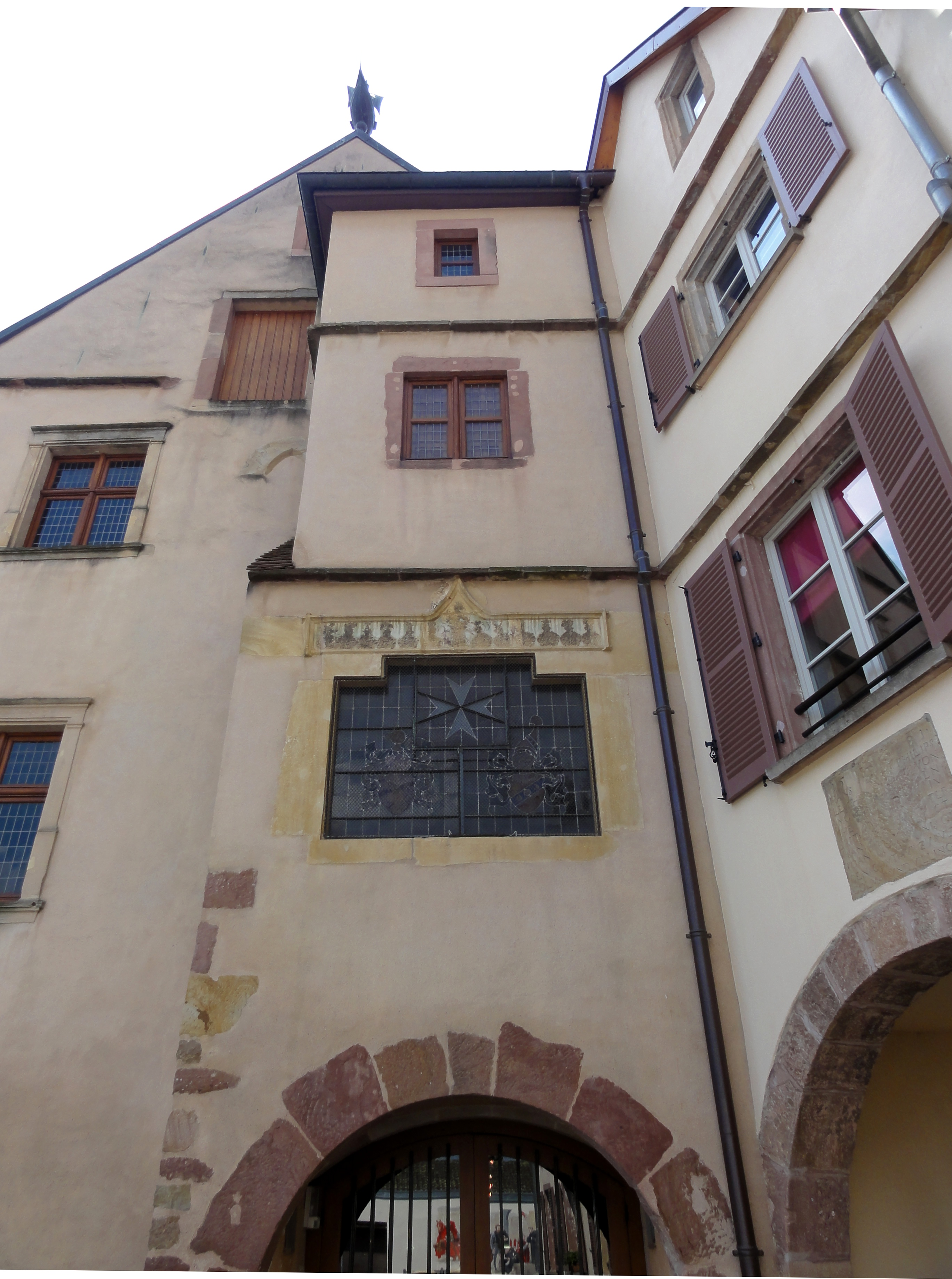
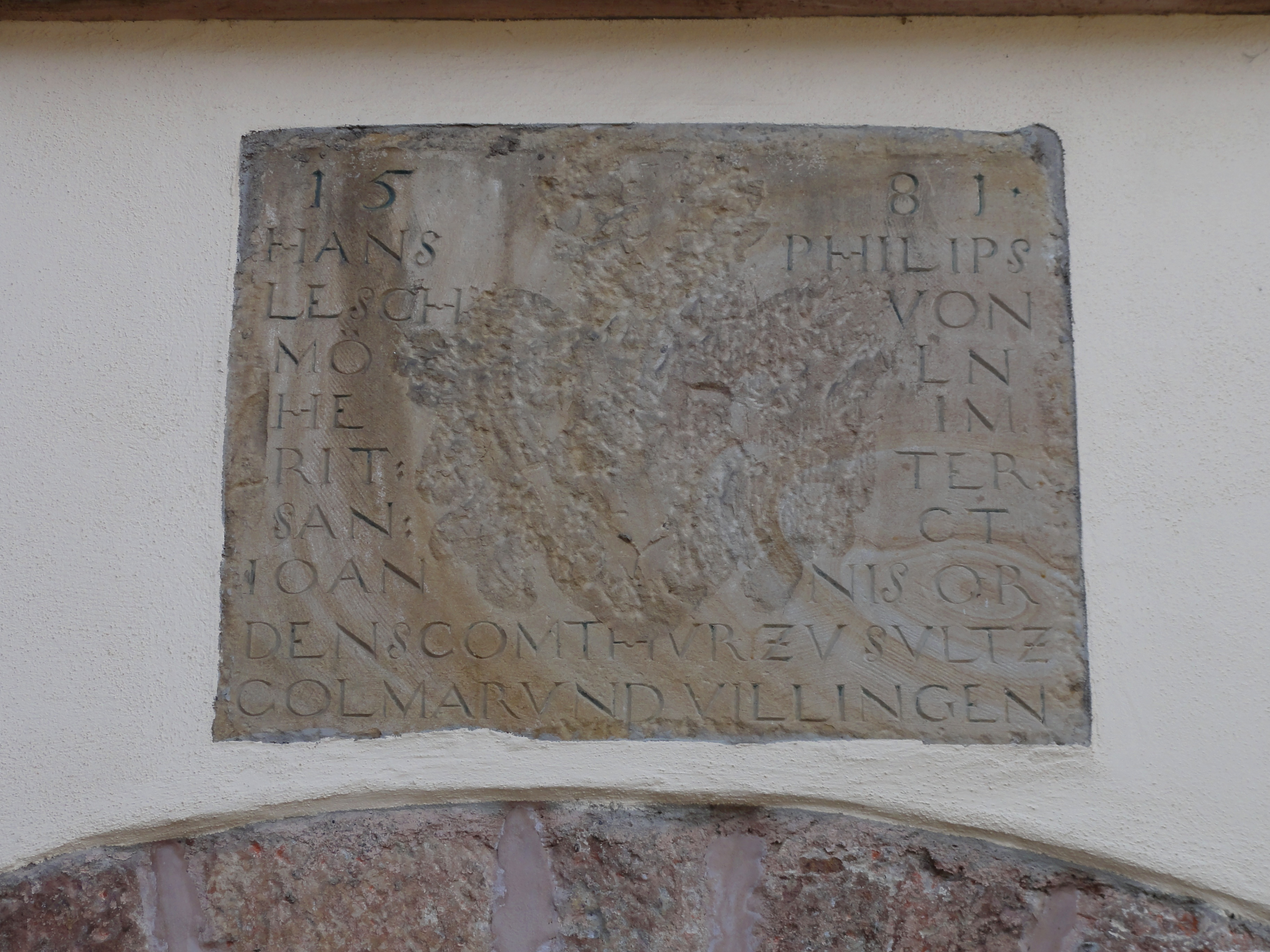
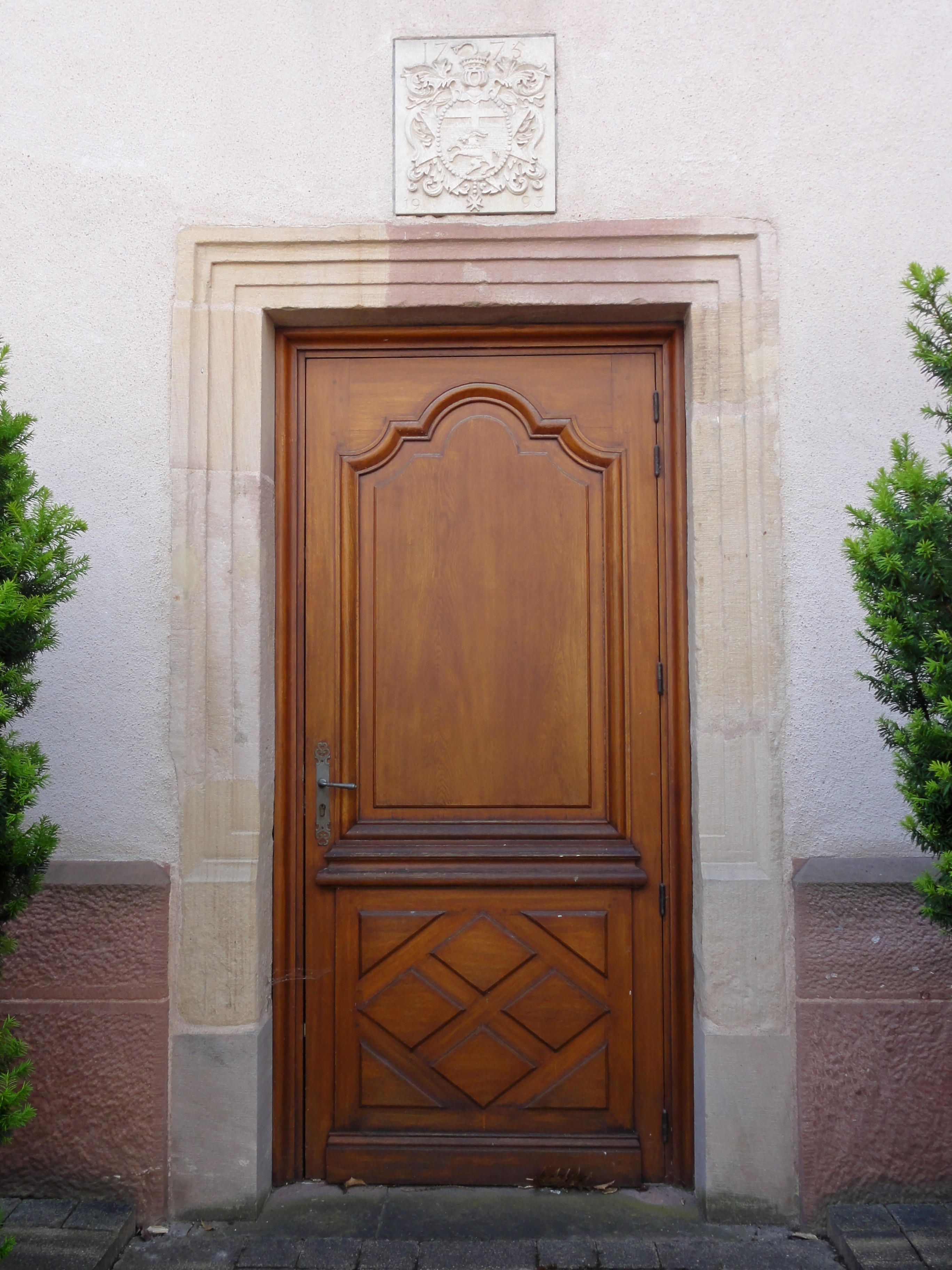
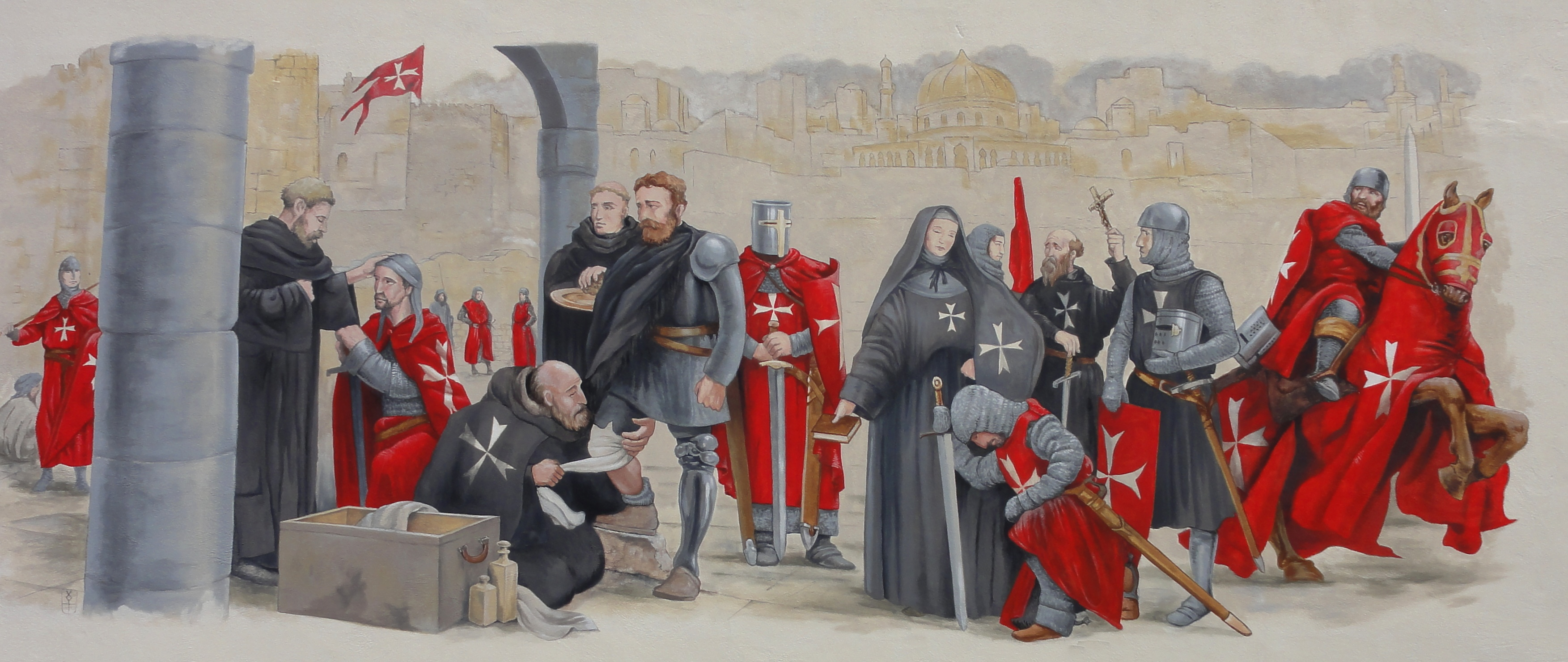